# Классика Брюгге — Де-Панне
Три дня Брюгге — Де-Панне (нидерл. Driedaagse Brugge–De Panne), ранее известная как Три дня Де-Панне (нидерл. Driedaagse van De Panne) — шоссейная многодневная велогонка, проводящаяся в Бельгии между городами Брюгге и Де-Панне.

## История

### Три дня Де-Панне

Логотип гонки Три дня Де-Панне - Коксейде

Велогонка была основана в 1977 году как трёхдневная гонка, проводившаяся на неделе, предшествующей Туру Фландрии. Она проходила в конце марта или начале апреля со вторника по четверг и была последней фламандской гонкой перед монументом Фландрии, являлась важным подготовительным стартом перед главной гонкой в воскресенье.
Три дня Де-Панне обычно состояла из двух традиционных этапов, проходивших в первые два дня и двух полуэтапов на третий день. Первый этап обычно был холмистым и проходил в Зоттегеме, стартовав в Де-Панне, а финишировал во фламандских Арденнах. Второй представлял длинный равнинный этап обратно к фламандскому побережью с финишем в Коксейде. В третий день сначала проводился короткий этап, начинавшийся и заканчивающийся в Де-Панне, а затем индивидуальная раздельная гонка. Лидер гонки отмечался белой майкой.
Эрик Вандерарден — сильный спринтер и раздельщик, выиграл гонку пять раз в конце 1980-х – начале 1990-х годов.
В 1991 году финансовую помощь соревнованию согласилось оказать руководство города Коксейде, потребовав взамен, что бы гонка финишировала у них. В результате после заключения долгосрочного соглашения между двумя городами гонка стала называться Три дня Де-Панне — Коксейде (нидерл. Driedaagse van De Panne-Koksijde).
В 2005 году гонка вошла в календарь UCI Europe Tour, получив категорию 2.HC.

### Три дня Брюгге — Де-Панне
C 2018 года Три Дня были проводятся на неделю раньше обычного, после Милан — Сан-Ремо и перед E3 Харелбеке в пятницу и Гент — Вевельгемом в воскресенье. В среду перед Туром Фландрии теперь проводится Дварс дор Фландерен.
Чтобы сохранить трёхдневный формат и втиснутся между всеми гонками Мирового тура была разработана новая концепция проведения велогонки: в первые два дня (вторник и среда) проходят соревнования среди мужской элиты, а на третий день (четверг) — среди женской элиты.
Старт находился в Брюгге (который больше не является отправной точкой Тура Фландрии), а финиш остался в Де-Панне. Изменилось также и название гонки на Три дня Брюгге — Де-Панне. Критериум для спринтеров в первый день был отменён из-за отсутствия интереса команд. В итоге гонка стала однодневной с категорией 1.HC. Тем не менее, организаторы намерены вернуться к трёхдневному формату в будущем.
Обновленные Три Дня теперь минуют фламандские Арденны и включают брусчатые участки в Западной Фландрии. Важную роль в гонке играет ветер. Маршрут включает несколько холмов в Хёвелланде, наиболее важным из которых является Kemmelberg.
В 2019 году гонка вошла в календарь Мирового тура UCI.

## Призёры
| Год                              | Победитель            | Второй                 | Третий                |
| -------------------------------- | --------------------- | ---------------------- | --------------------- |
| Driedaagse van De Panne          |                       |                        |                       |
| 1977                             | Роже Росьер           | Ивон Бертан            | Гвидо Ван Свивелт     |
| 1978                             | Гвидо Ван Свивелт     | Йос Джейкобс           | Сиис Прим             |
| 1979                             | Густаф Ван Росбрук    | Марк Ренье             | Гидо Ван Кастер       |
| 1980                             | Шон Келли             | Густаф Ван Росбрук     | Etienne Van der Helst |
| 1981                             | Ян Богарт             | Андре Дирикс           | Йос Джейкобс          |
| 1982                             | Джерри Кнетеманн      | Даниэль Виллемс        | Жан-Люк Ванденбрук    |
| 1983                             | Сиис Прим             | Этьенн Де Вилде        | Мишель Поллентье      |
| 1984                             | Берт Остербош         | Эрик Вандерарден       | Ферди Ван Ден Хаут    |
| 1985                             | Жан-Люк Ванденбрук    | Шон Келли              | Адри ван дер Пул      |
| 1986                             | Эрик Вандерарден      | Шон Келли              | Жан-Люк Ванденбрук    |
| 1987                             | Эрик Вандерарден      | Шон Келли              | Жан-Люк Ванденбрук    |
| 1988                             | Эрик Вандерарден      | Аллан Пейпер           | Франс Маассен         |
| 1989                             | Эрик Вандерарден      | Йелле Нейдам           | Аллан Пейпер          |
| 1990                             | Эрвин Нейбур          | Йохан Мюзеув           | Геррит Соллевельд     |
| Driedaagse van De Panne-Koksijde |                       |                        |                       |
| 1991                             | Йелле Нейдам          | Франс Маассен          | Максимильян Шандри    |
| 1992                             | Франс Маассен         | Вячеслав Екимов        | Тьерри Мари           |
| 1993                             | Эрик Вандерарден      | Франс Маассен          | Эдвиг Ван Хойдонк     |
| 1994                             | Фабио Роскиоли        | Джамолидин Абдужапаров | Франс Маассен         |
| 1995                             | Микеле Бартоли        | Рольф Сёренсен         | Джанлука Бортолами    |
| 1996                             | Вячеслав Екимов       | Вилфрид Петерс         | Олаф Людвиг           |
| 1997                             | Йохан Мюзеув          | Карло Боманс           | Марко Милези          |
| 1998                             | Микеле Бартоли        | Эммануэль Маньен       | Вячеслав Екимов       |
| 1999                             | Петер Ван Петегем     | Франк Ванденбрук       | Дэннис Занетте        |
| 2000                             | Вячеслав Екимов       | Роман Вайнштейн        | Сергей Иванов         |
| 2001                             | Нико Маттан           | Эрик Деккер            | Вячеслав Екимов       |
| 2002                             | Петер Ван Петегем     | Стефано Занини         | Джордж Хинкепи        |
| 2003                             | Райвис Белохвощик     | Джанлука Бортолами     | Петер Ван Петегем     |
| 2004                             | Джордж Хинкепи        | Данило Хондо           | Гербен Лёвик          |
| 2005                             | Стейн Деволдер        | Алессандро Баллан      | Нико Маттан           |
| 2006                             | Лииф Хосте            | Бернхард Айзель        | Луис Леон Санчес      |
| 2007                             | Алессандро Баллан     | Йост Постума           | Берт Русемс           |
| 2008                             | Йост Постума          | Мануэль Квинцато       | Энрико Гаспаротто     |
| 2009                             | Фредерик Виллемс      | Йост Постума           | Том Лезер             |
| 2010                             | Дэвид Миллар          | Андрей Гривко          | Лука Паолини          |
| 2011                             | Себастьян Росселер    | Лиуве Вестра           | Михал Квятковский     |
| 2012                             | Сильвен Шаванель      | Лиуве Вестра           | Мацей Боднар          |
| 2013                             | Сильвен Шаванель      | Александер Кристофф    | Ники Терпстра         |
| 2014                             | Гийом Ван Кейрсбулк   | Люк Дарбридж           | Герт Стегманс         |
| 2015                             | Александер Кристофф   | Стейн Деволдер         | Брэдли Уиггинс        |
| 2016                             | Лиуве Вестра          | Александер Кристофф    | Алексей Луценко       |
| 2017                             | Филипп Жильбер        | Маттиас Брендле        | Александер Кристофф   |
| Driedaagse Brugge-De Panne       |                       |                        |                       |
| 2018                             | Элиа Вивиани          | Паскаль Аккерман       | Йеспер Филипсен       |
| 2019                             | Дилан Груневеген      | Фернандо Гавирия       | Элиа Вивиани          |
| 2020                             | Ив Лампарт            | Тим Деклерк            | Тим Мерлир            |
| Classic Brugge-De Panne          |                       |                        |                       |
| 2021                             | Сэм Беннетт           | Йеспер Филипсен        | Паскаль Аккерман      |
| 2022                             | Тим Мерлир            | Дилан Груневеген       | Насер Буханни         |
| 2023                             | Йеспер Филипсен       | Улав Коэй              | Ив Лампарт            |
| 2024                             | Йеспер Филипсен       | Тим Мерлир             | Данни Ван Поппель     |
| 2025                             | Хуан Себастьян Молано | Джонатан Милан         | Мадис Михкельс        |

## Рекорд побед

### Индивидуально
| Побед | Гонщик            | Года                         |
| ----- | ----------------- | ---------------------------- |
| 5     | Эрик Вандерарден  | 1986, 1987, 1988, 1989, 1993 |
| 2     | Микеле Бартоли    | 1995, 1998                   |
| 2     | Вячеслав Екимов   | 1996, 2000                   |
| 2     | Петер Ван Петегем | 1999, 2002                   |
| 2     | Сильвен Шаванель  | 2012, 2013                   |

### По странам
| Побед | Страна                                   |
| ----- | ---------------------------------------- |
| 22    | Бельгия                                  |
| 9     | Нидерланды                               |
| 5     | Италия                                   |
| 2     | Ирландия · Франция · Россия              |
| 1     | Латвия · Норвегия · Великобритания · США |